# 에치젠국

에치젠 국

에치젠국(일본어: 越前国 에치젠노쿠니[*])은 호쿠리쿠도에 있던 일본의 옛 구니이다. 현재의 후쿠이현 북부에 해당한다.

## 군
- 쓰루가 군(敦賀郡)
- 뉴군(丹生郡)
- 이마다테군(今立郡)
- 아스와군(일본어판)(足羽郡)
- 오노 군 (후쿠이 현)(일본어판)(大野郡)
- 사카이군(일본어판)(坂井郡)
- 요시다군(吉田郡)
- 난조군(南条郡)
메이지 연간에 뉴 군에서 분리, 단 지역 관습으로서는 중세 시대부터 별도의 군으로 취급